# Itlatlauhcatzitzimitl
Los Itlatlauhcatzitzimitl son, en la mitología mexica, un grupo de demonios femeninos de piel roja emparentados con las Tzitzimime. Además de estos existían otros 3 grupos independientes, llamados Iztactzitzimitl (demonios blancos), Coztzitzimitl (demonios amarillos), Xoxouhcaltzitzimitl (demonios azules).